# Eupithecia ravocestaliata
Eupithecia ravocestaliata är en fjärilsart som beskrevs av Alpheus Spring Packard 1896. Eupithecia ravocestaliata ingår i släktet Eupithecia och familjen mätare. Inga underarter finns listade i Catalogue of Life.